# فرانچسکو کوئیرولو
فرانچسکو کوئیرولو (ایتالیایی: Francesco Queirolo؛ ‏ ۱۷۰۴–۱۷۶۲) مجسمه‌ساز اهل ایتالیا بود.
وی زادهٔ شهر جنوآ در ناحیهٔ لیگوریا بود، اما بیشتر در شهرهای رم و ناپل فعالیت داشت. او مقدمات مجسمه‌سازی را در کارگاه برناردو اسکیافینو فراگرفت و سپس به شهر رم رفت و در آنجا شاگرد جوزپه روسکونی شد. در این جا بود که او تحت تأثیر کارهای آنتونیو کورادینی قرار گرفت و ظرافت‌های روکوکو را از او به‌ارث برد و مهارت فنی خارق‌العاده‌ای را برای ارائه شفافیت و تجسم نرم پارچه‌ بر روی سنگ مرمر به‌کار گرفت. در رم، او تندیس‌های «سنت جارلز بورومئو» و «سنت برنارد» را در ورودیِ سانتا ماریا ماجوره، یک نیم‌تنه از کریستینا (ملکه سوئد) (۱۷۴۰)، مجسمهٔ «ثروت» در فواره تروی (۱۷۳۵) و آرامگاه «دوشس گریلو» در سانت‌آندرئا دله فراته (۱۷۵۲) را ساخت.
پس از سال ۱۷۵۲، فعالیت‌های او بیشتر متمرکز بر آذین‌بندی و تزیین نیایشگاه مشهور کاپلا سانسه‌ورو بود. مجسمه‌های ساخته‌شده توسط او در این مکان، نمونه‌های منحصربه‌فردی از هنر فریب چشم است.

## رهایی از نیرنگ

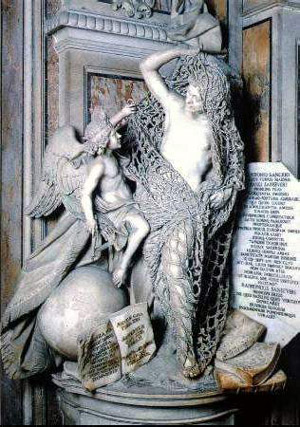
رهایی از نیرنگ

مجسمهٔ «رهایی از نیرنگ» (انگلیسی: Release from Deception) با نام اصلی «سرخوردگی» (ایتالیایی: Il Disinganno) که مابین سال‌های ۱۷۵۲ تا ۱۷۵۹ ساخته شد، یک مرد ماهیگیر را نشان می‌دهد که در تور ماهیگیری گیر افتاده و توسط یک فرشته از آن رهایی می‌یابد. این شاهکار هنری از یک تکه سنگ مرمر یک‌پارچه تراشیده شده‌است و در نیایشگاه کاپلا سانسه‌ورو در ناپل قرار دارد.